# 铁氰酸铯
铁氰酸铯是一种配位化合物，化学式为Cs3[Fe(CN)6]。。它可由铁氰酸（通过钾盐经IR-120阳离子交换树脂交换得到）和氢氧化铯反应得到。它可以形成一系列的复盐，如CsAg2[Fe(CN)6]、CsPb[Fe(CN)6]·4H2O等。